# Tercentenarium linnaei
Genre
Espèce
Synonymes
- Megalopsalis linnaei Taylor, 2008

Tercentenarium linnaei, unique représentant du genre Tercentenarium, est une espèce d'opilions eupnois de la famille des Neopilionidae.

## Distribution
Cette espèce est endémique du Wheatbelt en Australie-Occidentale.

## Description
Le mâle holotype mesure 2,15 mm et la femelle paratype 2,40 mm.

## Systématique et taxinomie
Cette espèce a été décrite sous le protonyme Megalopsalis linnaei par Taylor en 2008. Elle est placée dans le genre Tercentenarium par Taylor en 2011.

## Étymologie
Cette espèce est nommée en l'honneur de Carl von Linné.

## Publications originales
- Taylor, 2008 : « A new species of Monoscutidae (Arachnida, Opiliones) from the wheatbelt of Western Australia. Records of the Western Australian Museum, vol. 24, no 4, p. 375-380 (texte intégral).
- Taylor, 2011 : « Revision of the genus Megalopsalis (Arachnida: Opiliones: Phalangioidea) in Australia and New Zealand and implications for phalangioid classification. Zootaxa, no 2773, p. 1–65.